# لودوفيك روي
لودوفيك روي (18 أغسطس 1977 في فرنسا - ) (بالفرنسية: Ludovic Roy)‏ هو لاعب كرة قدم فرنسي في مركز حراسة المرمى. لعب مع ريث روفرز وسانت جونستون وستاد رين وكوين أوف ساوث ونادي بارتيك ثيسل ونادي دندي ونادي سانت ميرين ونادي كاودينبيث لكرة القدم ونادي آير يونايتد ونادي ليفينغستون لكرة القدم.

## وصلات خارجية
- لودوفيك روي على موقع قاعدة بيانات كرة القدم.إي يو (الإنجليزية)
- لودوفيك روي على موقع Soccerbase.com (لاعب) (الإنجليزية)